# Спортивный проезд
Спорти́вный прое́зд — проезд, расположенный в Юго-Восточном административном округе города Москвы на территории района Люблино.

## История
Проезд получил своё название в 1930-х годах по соседнему стадиону, будучи в составе города Люблино, с 26 августа 1960 года вошёл в состав Ждановского, позднее Люблинского района Москвы.

## Расположение
Спортивный проезд проходит от Краснодонской улицы на юго-восток до Таганрогской улицы. Нумерация домов начинается от Краснодонской улицы.

## Примечательные здания и сооружения

### По нечётной стороне
- № 3 — Центр оформления наследства, МГМСУ — Лечебный факультет.
- № 3а — СОШ № 335.
- № 5 — Мебель, Универсам «Магнит», Брусовой Дом44.

### По чётной стороне
- № 4 — Ателье экипировки Allbushido.
- № 6с2 — Ателье экипировки для каратэ.

## Транспорт

### Наземный транспорт
По Спортивному проезду маршруты наземного городского общественного транспорта не проходят. У северо-западного конца проезда, на Краснодонской улице, расположена остановка «Академия труда» автобусов 228, 336, 522, 530, 551, 551к, 658, 713, с4, с9, т74, н5.

### Метро
- Станция метро «Волжская» Люблинско-Дмитровской линии — севернее проезда, на Краснодонской улице
- Станция метро «Люблино» Люблинско-Дмитровской линии — юго-восточнее проезда, на пересечении Краснодарской и Совхозной улиц

### Железнодорожный транспорт
- Платформа «Люблино» Курского направления МЖД — западнее проезда, на пересечении Тихой и Курской улиц